# Alta Valle del Fiume Aniene
Alta Valle del Fiume Aniene este o arie protejată (arie specială de conservare — SAC, sit de importanță comunitară — SCI) din Italia întinsă pe o suprafață de 282 ha, integral pe uscat.

## Localizare
Centrul sitului Alta Valle del Fiume Aniene este situat la coordonatele 41°52′54″N 13°09′48″E / 41.881667°N 13.163333°E.

## Înființare
Situl Alta Valle del Fiume Aniene a fost declarat sit de importanță comunitară în iunie 1995 pentru a proteja 14 specii de animale. Situl a fost protejat și ca arie specială de conservare în decembrie 2016.

## Biodiversitate
Situată în ecoregiunea mediteraneană, aria protejată conține 7 habitate naturale: Izvoare petrifiante cu formare de travertin (Cratoneurion), Păduri ilirice de stejar și carpen (Erythronio-Carpinion), Păduri de Quercus ilex și Quercus rotundifolia, Liziere de ierburi înalte hidrofile de câmpie și de nivel montan până la alpin, Cursuri de apă de la nivel de câmpie la nivel montan, cu vegetație Ranunculion fluitantis și Callitricho-Batrachion, Galerii de Salix alba și de Populus alba, Păduri pe pante, grohotișuri și ravene de Tilio-Acerion.
La baza desemnării sitului se află mai multe specii protejate:
- păsări (3): pescăruș albastru (Alcedo atthis), caprimulg (Caprimulgus europaeus), gaia neagră (Milvus migrans)
- amfibieni (3): Bombina pachypus, Salamandrina terdigitata, Triturus carnifex
- mamifere (4): lupul (Canis lupus), liliac cu picioare lungi (Myotis capaccinii), liliacul mare cu potcoavă (Rhinolophus ferrumequinum), liliacul mic cu potcoavă (Rhinolophus hipposideros)
- nevertebrate (2): Austropotamobius pallipes, Euplagia quadripunctaria
- pești (2): cicar (Lampetra planeri), Telestes muticellus

Pe lângă speciile protejate, pe teritoriul sitului au mai fost identificate 1 specie de plante, 1 specie de păsări, 3 specii de amfibieni, 4 specii de mamifere.